# صور (بناجوي الشمالي)
صور (بالفارسية: صور) هي منطقة سكنية تقع في إيران في قسم بناجوي الشمالي الريفي. يقدر عدد سكانها بـ 350 نسمة .